# 임수향
임수향(林秀香, 1990년 4월 19일~)은 대한민국의 배우이다.

## 학력
- 혜화초등학교 (졸업)
- 부흥중학교 (졸업)
- 안양예술고등학교 연극영화과 (졸업)
- 중앙대학교 예술대학 연극영화학 (휴학)

## 출연작

### 드라마
| 연도    | 방송사                                | 제목                                      | 역할            | 비고                                  |
| ------- | ------------------------------------- | ----------------------------------------- | --------------- | ------------------------------------- |
| 2011    | SBS                                   | 주말특별기획 《신기생뎐》                 | 단사란/금사란   | 52부작                                |
| 2011    | SBS                                   | 월화드라마 《파라다이스 목장》            | 이다은          | 사전제작                              |
| 2012    | SBS                                   | 일일시트콤 《도롱뇽도사와 그림자 조작단》 | 수민            | 특별출연                              |
| 2012    | MBC                                   | 수목드라마 《아이두 아이두》              | 염나리          | 16부작                                |
| 2013    | KBS 2TV                               | 수목드라마 《아이리스 2》                 | 김연화          | 20부작                                |
| 2014    | KBS 2TV                               | 수목드라마 《감격시대: 투신의 탄생》      | 데쿠치 가야     | 24부작                                |
| 2015    | TV조선/tvN                            | 단막극 위대한 이야기-《영자의 전성시대》  | 영자            | 2부작                                 |
| 2016    | KBS 2TV                               | 주말연속극 《아이가 다섯》                | 장진주          | 54부작                                |
| 2016    | MBC                                   | 주말연속극 《불어라 미풍아》              | 강미정/박신애   | (오지은 대타, 13회부터 53회까지 출연) |
| 2017    | MBC                                   | 주말연속극 《불어라 미풍아》              | 강미정/박신애   | (오지은 대타, 13회부터 53회까지 출연) |
| KBS 1TV | 일일드라마 《무궁화 꽃이 피었습니다》 | 무궁화                                    | 120부작         |                                       |
| tvN     | 수목드라마 《크리미널 마인드》        | 송유경                                    | 특별출연        |                                       |
| 2018    | JTBC                                  | 금토드라마 《내 아이디는 강남미인》       | 강미래          | 16부작                                |
| 2018    | tvN                                   | 불금시리즈 《톱스타 유백이》              | 임수향          | 특별출연                              |
| 2019    | MBN/iHQ DRAMA                         | 수목드라마 《우아한 가》                  | 모석희          | 16부작                                |
| 2020    | MBC                                   | 수목드라마 《내가 가장 예뻤을 때》        | 오예지          | 16부작                                |
| 2022    | SBS                                   | 월화드라마 《우리는 오늘부터》            | 오우리          | 14부작                                |
| 2022    | MBC                                   | 금토드라마 《닥터 로이어》                | 금석영          | 16부작                                |
| 2023    | MBC                                   | 금토드라마 《꼭두의 계절》                | 한계절/설희     | 16부작                                |
| 2024    | KBS 2TV                               | 주말드라마 《미녀와 순정남》              | 박도라 / 김지영 | 50부작                                |

### 예능
- 2011년 SBS 《달콤한 고향 나들이, 달고나》
- 2011년 SBS 《강심장》 - 카리스마 스페셜, 2011년 8월 23일 방송분 출연
- 2012년 SBS 《런닝맨》 - 게스트 출연(80회, 2012년 2월 5일 방송분 출연)
- 2013년 KBS 2TV 《해피투게더 시즌3》 - 285회 드라마 아이리스2 특집, 2013년 2월 6일 방송분 출연
- 2013년 SBS 《화신 - 마음을 지배하는 자》
- 2015년 MBC 《황금어장 라디오스타》 - 379회 부제:상큼 새콤 시큼 인간비타민' 특집, 2015년 5월 20일 방송분 게스트 출연
- 2015년 JTBC 《마녀사냥》 - 제105회 2015년 8월 14일 방송분 게스트 출연
- 2015년 SBS 《주먹쥐고 소림사》
- 2016년 JTBC 《아는 형님》 - 37회, 형님고(高), 피서지 인사이드, 2016년 8월 13일 방송분 게스트 출연
- 2016년 MBC 《마이 리틀 텔레비전》
- 2016년 SBS Plus 《손맛토크쇼 베테랑》
- 2017년 tvN 《SNL 코리아 시즌 9》
- 2018년, 2019년 JTBC 《한끼줍쇼》(2018년 1월 31일, 2018년 10월 24일, 2019년 11월 20일까지 합해서 총 3번 출연)
- 2018년 JTBC 《아는 형님》 - 137회, 형님고(高), 2018년 7월 21일 방송분 게스트 출연
- 2018년 SBS 《런닝맨》 - 게스트 출연(422회, 2018년 10월 14일 방송분 출연)
- 2018년 SBS 《미추리》
- 2019년 SBS 《미추리 시즌2》
- 2019년 MBC 《나 혼자 산다》 - 305회/306회, 백 투더 패스트/그녀는 못말려, 2019년 8월 2일/9일 방송분 게스트 출연
- 2019년 SBS 《런닝맨》 - 게스트 출연(453회, 2019년 5월 26일 방송분 출연)
- 2020년 MBC 《나 혼자 산다》 - 332회, 내가 야! 하면 넌 예!, 2020년 2월 7일 방송분 게스트 출연
- 2020년 SBS 《런닝맨》 - 게스트 출연(494회, 2020년 3월 15일 방송분 출연)
- 2021년 MBC 《손현주의 간이역》 - 7회/8회, 청리역, 2021년 4월 10일/17일 방송분 게스트 출연
- 2022년 JTBC 《언니들이 뛴다-마녀체력 농구부》 -고정출연
- 2023년 SBS 《미운 우리 새끼》 - 스페셜 MC(326회, 2023년 1월 15일 방송분 게스트 출연)
- 2023년 tvN 《놀라운 토요일》 - 게스트 출연(247회, 2023년 1월 21일 방송분 게스트 출연)
- 2023년 KBS 2TV 《옥탑방의 문제아들》 - 게스트 출연(247회, 2023년 10월 18일 방송분 게스트 출연)

### 영화
| 연도 | 제목                                                | 역할   | 비고      |
| ---- | --------------------------------------------------- | ------ | --------- |
| 2009 | 《4교시 추리영역》                                  | 임수향 | 단역      |
| 2013 | 드라마〈아이리스 2〉극장판 -《아이리스 2: 더 무비》 | 김연화 |           |
| 2016 | 《해양지련: 바다의 사랑》                           |        | 중국 영화 |
| 2017 | 《은하》                                            | 이은하 |           |

## 뮤직 비디오
- 2012년 티아라〈Lovey-Dovey〉(좀비 Ver.)

## 수상 및 후보
| 연도 | 시상식                                 | 부문                                           | 작품                   | 결과 |
| ---- | -------------------------------------- | ---------------------------------------------- | ---------------------- | ---- |
| 2011 | 제4회 코리아 드라마 어워즈             | 여자 신인연기상                                | 신기생뎐               | 수상 |
| 2011 | SBS 연기대상                           | 뉴스타상                                       | 신기생뎐               | 수상 |
| 2012 | 제48회 백상예술대상                    | TV부문 여자 신인연기상                         | 신기생뎐               | 후보 |
| 2012 | MBC 연기대상                           | 미니시리즈부문 여자 우수연기상                 | 아이두 아이두          | 후보 |
| 2014 | KBS 연기대상                           | 중편드라마부문 여자 우수연기상                 | 감격시대: 투신의 탄생  | 후보 |
| 2016 | KBS 연기대상                           | 장편드라마부문 여자 우수연기상                 | 아이가 다섯            | 후보 |
| 2016 | MBC 연기대상                           | 연속극부문 여자 베스트 조연상                  | 불어라 미풍아          | 후보 |
| 2017 | KBS 연기대상                           | 일일극부문 여자 우수연기상                     | 무궁화 꽃이 피었습니다 | 수상 |
| 2018 | 제26회 대한민국문화연예대상            | 드라마부문 여자 최우수연기상                   | 내 아이디는 강남미인   | 수상 |
| 2018 | 제23회 소비자의 날 KCA 문화연예 시상식 | 2018 관객이 뽑은 올해의 배우                   | 내 아이디는 강남미인   | 수상 |
| 2019 | 제14회 숨피 어워즈                     | 베스트 커플상 (with 차은우)                    | 내 아이디는 강남미인   | 후보 |
| 2020 | MBC 연기대상                           | 수목 미니시리즈부문 여자 최우수연기상          | 내가 가장 예뻤을 때    | 수상 |
| 2022 | MBC 연기대상                           | 미니시리즈부문 여자 최우수연기상               | 닥터 로이어            | 후보 |
| 2022 | SBS 연기대상                           | 미니시리즈 코미디/로맨스부문 여자 최우수연기상 | 우리는 오늘부터        | 후보 |
| 2023 | MBC 연기대상                           | 미니시리즈부문 여자 최우수연기상               | 꼭두의 계절            | 후보 |
| 2024 | 제10회 에이판 스타 어워즈              | 장편드라마부문 여자 최우수연기상               | 미녀와 순정남          | 수상 |
| 2024 | KBS 연기대상                           | 대상                                           | 미녀와 순정남          | 후보 |
| 2024 | KBS 연기대상                           | 여자 최우수연기상                              | 미녀와 순정남          | 수상 |
| 2024 | KBS 연기대상                           | 장편드라마부문 여자 우수연기상                 | 미녀와 순정남          | 후보 |
| 2024 | KBS 연기대상                           | 여자 인기상                                    | 미녀와 순정남          | 후보 |
| 2024 | KBS 연기대상                           | 베스트 커플상 (with 지현우)                    | 미녀와 순정남          | 수상 |

## 가족
2남 1녀 중 셋째이다.